# Kagisho Dikgacoi
Kagisho Evidence Dikgacoi (1984. november 24. Brandfort, Dél-afrikai Köztársaság) dél-afrikai labdarúgó, aki jelenleg a Crystal Palaceban játszik középpályásként.

## Pályafutása

### Kezdeti évek
Dikgacoi a Cardiff Spurs ifiakadémiáján kezdett futballozni, profi pályafutását 2005-ben, a Bloemfontein Young Tigersben kezdte meg. Itt figyelt fel rá a Golden Arrows, akik le is igazolták. Új csapatában Dél-Afrika egyik legjobb középpályásává nőtte ki magát és hamarosan ő lett az Arrows csapatkapitánya.

### Fulham
2009. augusztus 4-én Dikgacoi maga jelentette be, hogy sikeres próbajáték után sikerült megegyeznie a Fulhammel. Az átigazolás augusztus 26-án lett hivatalos, mivel ekkor kapta meg a munkavállalási engedélyt az Egyesült Királyságban. Addig korábbi csapatával, a Golden Arrows-zal edzett, hogy megőrizze formáját. Október 14-én debütált a Premier League-ben egy West Ham United elleni meccsen. 41 percnyi játék után kiállították, amiért megütötte Scott Parkert.

## Válogatott
Dikgacoi 2007. május 27-én, Mauritius ellen mutatkozott be a dél-afrikai válogatottban. A 2008-as afrikai nemzetek kupáján és a 2009-es konföderációs kupán is szerepelt a csapattal.

## Külső hivatkozások
- Kagisho Dikgacoi pályafutásának statisztikái a Soccerbase oldalon (angolul)

- Kagisho Dikgacoi adatlapja a FIFA honlapján Archiválva 2009. augusztus 7-i dátummal a Wayback Machine-ben
- Kagisho Dikgacoi adatlapja a NationalFootballTeams.com-on[halott link]
- Kagisho Dikgacoi adatlapja a Fulham honlapján

## Fordítás
- Ez a szócikk részben vagy egészben  a   Kagisho Dikgacoi című angol Wikipédia-szócikk fordításán alapul.  Az eredeti cikk szerkesztőit annak laptörténete sorolja fel. Ez a jelzés csupán a megfogalmazás eredetét és a szerzői jogokat jelzi, nem szolgál a cikkben szereplő információk forrásmegjelöléseként.